# Hydrotaea zhaomenga
Hydrotaea zhaomenga este o specie de muște din genul Hydrotaea, familia Muscidae, descrisă de Xue în anul 1994.
Este endemică în Nei Mongol. Conform Catalogue of Life specia Hydrotaea zhaomenga nu are subspecii cunoscute.